# .hr
A .hr Horvátország internetes legfelső szintű tartomány kódja 1993-tól. Közvetlenül a legfelső tartomány alá lehet címeket regisztrálni. Adott a lehetőség a néhány létező második szintű tartomány alá történő regisztrációra is, ez azonban viszonylag népszerűtlen lehetőség.
A kérelmezőket több csoportba sorolják, és különböző feltételeket szabnak nekik. Egy közös: mindenképpen kötődniük kell Horvátországhoz (állampolgárság, ide bejegyzett cég stb.). Általában egy személy egy címet jegyeztethet be, de ez alól vannak kivételek.